# Julio César Manzur
Julio César Manzur (Assunção, 22 de junho de 1981) é um ex-futebolista paraguaio, que atuava como zagueiro.
Como atleta, foi medalhista olímpico.

## Carreira
Atuou na Seleção do Paraguai nas Eliminatórias da Copa do Mundo de 2006 da Alemanha ao lado de Gamarra. Foi convocado para a Copa do Mundo de 2006, onde atuou poucos minutos: Na despedida do Paraguai diante de Trinidad e Tobago com uma vitória por 2 a 0, o jogador substituiu Cáceres no segundo tempo.
No início de 2006, é anunciado para jogar no Santos FC por empréstimo, se tornando o 5º paraguaio dentre todos os jogadores estrangeiros do Santos FC. Pelo clube, conquistou o Campeonato Paulista, onde a defesa santista foi a menos vazada, com 19 gols sofridos em 19 partidas. Ao final do ano, não aceitou a proposta feita pela diretoria do Peixe por um novo empréstimo.
depois de uma fraca passagem pelo Olimpia do Paraguai em 2010, voltou ao clube em 2013.

### Estatísticas
| Temporada | Clube        | País     | Competição            | Partidas | Gols |
| --------- | ------------ | -------- | --------------------- | -------- | ---- |
| 2002/05   | Club Guaraní | Paraguai | Clausura e Apertura   | -        | -    |
| 2006      | Santos FC    | Brasil   | Paulista e Brasileiro | 23       | 2    |
| 2007      | Club Guaraní | Paraguai | Clausura e Apertura   | 12       | 0    |
| 2007      | Pachuca      | México   | Apertura              | -        | -    |
| Total     |              |          |                       | -        | -    |

## Títulos
Seleção Paraguaia
- Olimpíadas de Atenas 2004: Medalha de prata

Santos FC
- Campeonato Paulista: 2006 (com Santos FC)